# Harry Stockman
Harry Edmond Sigfrid Stockman (* 24. August 1905 in Stockholm; † 18. Mai 1991 in Dennis, Massachusetts) war ein schwedischer Radioingenieur und Erfinder, der eine der Grundlagen der RFID gelegt hat.
Nach seinem Elektrotechnik-Diplom am Stockholm Tekniska Institut (1926) arbeitete er zunächst bei der AEG und Ericsson, bevor er 1929 Redakteur beim Fachmagazin „Radio“ wurde. Im gleichen Jahr besuchte er Manfred von Ardenne in Berlin. Mitte der dreißiger Jahre wurde er Assistent von Prof. Erik Løfgren an der Kungliga Tekniska Högskolan in Stockholm.
Im März 1940 emigrierte Stockman in die USA und wurde ein Jahr später Doktorand bei E. L. Chaffee an der Harvard University. Nach dem Kriegseintritt der USA bildete er – wie alle Mitarbeiter der Physik-Fakultät – Militärpersonal in den physikalischen Grundlagen der neuen Funktechnologien aus, speziell im Radar. 1946 erhielt er den Doktortitel mit einer Arbeit über Frequenzumwandlung.
Kurz zuvor wurde er zum Leiter der Kommunikationstechnik-Abteilung der neu gegründeten Cambridge Field Station der US Army Air Forces ernannt. 1947 begann er hier seine Experimente zur „Reflected Power Communication“, eine Methode, bei welcher Kommunikation über rückgestrahlte Trägerwellen stattfindet. Eines der von ihm erdachten Anwendungen, das von ihm benannte „Number Identification System“, stellt dabei eine rudimentäre Form eines passiven Backscatter-RFID-Systems dar.
Stockman präsentierte seine Ergebnisse auf der National Convention des Institutes of Radio Engineers (IRE) im März 1948, sowie in einem Beitrag für die „Proceedings of the IRE“. Das Interesse war jedoch verhalten.
Im August 1948 verließ Stockman aufgrund interner Streitigkeiten die Cambridge Field Station und wurde nach diversen Anstellungen in der Elektronikindustrie Ende der fünfziger Jahre Professor am Merrimack College sowie am Lowell Technological Institute. Nebenbei betrieb er eine kleine Firma, das „Stockman Electronics Research Company Laboratory“, welches sich auf den Bau von Modellen und Apparaten für Physiklabore und Unterrichtsräume spezialisierte und sich generellen Erfindungen auf dem Gebiet der Elektronik und Elektrotechnik widmete.
Nach seiner Emeritierung zog Stockman mit seiner Frau Helen nach Dennis auf Cape Cod, wo er 1991 verstarb.

## Werke
- Modern Televisionsteknik, 1940
- A Study of Frequency Conversion and the Frequency Conversion Diagram Method, Diss., Harvard 1946
- Communication by Means of Reflected Power, in Proceedings of the IRE, Vol. 36 (1948), 10, 1196–1204
- Time-Saving Network Calculations, 1956
- Transistor and Diode Network Problems and Solutions, 1967
- Scientific Models for Experiments; with an Introduction to Electricity and Magnetism, 1976
- Transient Analysis aided by Network Theorems, 1983